# Ivor Campbell
Ivor Campbell   (Kirkintilloch, 11 de gener de 1898 - Portland, 1 de setembre de 1971) fou un remer, escocès de naixement, però canadenc d'adopció, que va competir durant la dècada de 1920.
Amb 12 anys es traslladà a viure a Toronto, ciutat on va estudiar i on es llicencià en medicina el 1926. El 1924 va prendre part en els Jocs Olímpics de París, on guanyà la medalla de plata en la prova del vuit amb timoner del programa de rem.
Durant la Segona Guerra Mundial va exercir de primer psiquiatre de la Reial Força Aèria Canadenca i, quan els Estats Units van entrar en guerra, es va traslladar a la Força Aèria de l'Exèrcit dels Estats Units, acabant com a cirurgià de vol amb rang de coronel. Pels seus serveis va rebre la Creu de Guerra pel govern francès.